# فرهاد پیروت‌پور
فرهاد پیروت‌‌پور (زاده ۲ اسفند ۱۳۶۹ در مهاباد) بازیکن والیبال و عضو سابق تیم ملی والیبال ایران است.

## ملی
پیروت‌پور توسط ولاسکو به اردو تیم ملی والیبال مردان ایران در سال‌های ۱۳۹۱ و ۱۳۹۲ دعوت شد اما در لیست نهایی قرار نگرفت. وی در سال ۱۳۹۴ توسط کواچ دعوت به تیم ملی شد و در لیست نهایی قرار گرفت و بازیکن تعویضی امیر غفور شد. در دیدارهای دوستانهٔ تیم ملی ایران با تیم ملی فنلاند و جمهوری چک حضور داشت. پیروت‌پور در قهرمانی آسیا ۲۰۱۵ به عنوان بهترین قطر پاسور مسابقات انتخاب شد.

## افتخارات
- جزو هشت بازیکن برتر سال لیگ برتر والیبال ایران ۹۱–۱۳۹۰
- نایب قهرمانی مسابقات قهرمانی آسیا ۲۰۱۵
- بهترین پشت خط زن والیبال قهرمانی آسیا[۲]